# Monarchy of Roses
«Monarchy of Roses» (с англ. — «Монархия роз») — песня американской рок-группы Red Hot Chili Peppers, выпущенная в качестве второго сингла с альбома I’m with You. 7 октября 2011 года сингл был выпущен на радио и для загрузки из интернета в Великобритании; релиз сингла в США состоялся только на радио 25 октября 2011 года.
17 сентября 2011 в интервью для BBC Radio 2 Энтони Кидис и Чад Смит сообщили, что «Monarchy of Roses» станет вторым синглом с альбома I’m with You, и что он будет выпущен 14 ноября 2011 года. Несмотря на то, что на обложке промоиздания сингла была указана именно эта дата, «Monarchy of Roses» был выпущен несколькими неделями позже, хотя трансляция видеоклипа началась 14 ноября.
«Monarchy of Roses» исполнялась на каждом концерте тура I’m with You World Tour, как вводная песня.

## Видеоклип

Кадр из клипа «Monarchy of Roses»

4 октября 2011 года началась работа над клипом «Monarchy of Roses». Ударник Чад Смит опубликовал фотографию, подтверждающую то, что съёмка клипа началась. 14 ноября 2011 музыкальное видео стало доступно для просмотра на официальном веб-сайте группы, странице в Facebook и канале на YouTube. Видеоклип был снят Марком Класфелдом, который ранее работал над видео для композиции «The Adventures of Rain Dance Maggie». В клипе использованы работы художника Раймонда Петтибона.
Раймонд Петтибон, являющийся братом гитариста Black Flag Грега Джинна, известен прежде всего художественным оформлением альбомов Black Flag. Фли сказал, что он будучи подростком был поклонником работ Петтибона. По словам Фли Рэймонд Петтибон «много для нас значит [для Red Hot Chili Peppers], и мы очень рады, что сотрудничали с ним».
30 ноября 2011 года группа выпустила видео о процессе съёмок клипа «Monarchy of Roses».

## Отзывы критиков
Песня была положительно встречена критиками. Электронный журнал Loudwire присудил «Monarchy of Roses» 4 из 5 звёзд, комментируя это тем, что песня хорошо подходит для концертных выступлений. Billboard также положительно отозвался о песне, назвав её «смешением новых идей».

## Списки композиций и форматы издания
CD (Япония)
1. «Monarchy of Roses» (альбомная версия) — 4:14

Промо-CD (Великобритания)
1. «Monarchy of Roses» (альбомная версия) — 4:14
2. «Monarchy of Roses» (радио-версия) — 3:43
3. «Monarchy of Roses» (инструментальная версия) — 4:12

Промо-CD (Европа)
1. «Monarchy of Roses» (альбомная версия) — 4:14
2. «Monarchy of Roses» (радио-версия) — 3:43

Промо-CD (Гонконг)
1. «Monarchy of Roses» (альбомная версия) — 4:14

- Имеет другую обложку и содержит дополнительные иллюстрации (возможно подделка)

## Позиции в чартах
| Чарт (2011—12)                           | Высшая позиция |
| ---------------------------------------- | -------------- |
| Бельгия (Валлония)                       | 11             |
| Бельгия (Фландрия)                       | 18             |
| Канада (Canadian rock/alternative chart) | 4              |
| Канада (Canadian rock/alternative chart) | 8              |
| Япония (Japan Hot 100)                   | 31             |
| Польша                                   | 35             |
| США Alternative Songs (Billboard)        | 4              |
| США Mainstream Rock Songs (Billboard)    | 16             |
| США Rock Songs (Billboard)               | 7              |

## Участники записи
- Энтони Кидис — вокал
- Фли — бас-гитара
- Джош Клингхоффер — гитара, бэк-вокал
- Чад Смит — ударные
- Мауро Рефоско — перкуссия

## Дополнительные факты
Red Hot Chili Peppers всегда противостояли использованию их музыки в рекламе, однако в 2011 году «Monarchy of Roses» появилась в одной из реклам Nissan Elgrand.